# Холодникан (приток Иенгры)
Холодника́н (якут. Холодникаан) — ручей, правый приток Иенгры, протекает по территории Нерюнгринского района Якутии в России. Длина ручья составляет 25 км.

## Название
Согласно одной из версий, Холодникан является русской адаптацией эвенкийского слова солокит со значением «идти вверх по течению», связанным с древней кочевой оленьей тропой эвенков, проходящей по данной речке.

## Описание
Холодникан начинается на высоте около 990 м над уровнем моря. Генеральным направлением течения ручья является северо-северо-восток. Восточнее села Иенгра впадает в Иенгру на высоте около 795 м над уровнем моря.
Притоки (от истока): Орочёнка (правый), Чистый (левый), Лесной (правый).

## Данные водного реестра
По данным государственного водного реестра России, Холодникан относится к Ленскому бассейновому округу, речной бассейн — Лена, речной подбассейн — Алдан, водохозяйственный участок — Алдан от водомерного поста г. Томмот до впадения реки Учур.
Код объекта в государственном водном реестре — 18030600212217300004206.